# Afrikanska mästerskapen i friidrott 1989
De sjätte afrikanska mästerskapen i friidrott genomfördes 4-8 augusti i Lagos National Stadium i dåvarande nigerianska huvudstaden Lagos.

Tävlingar genomfördes i 23 grenar för män och 18 grenar för kvinnor. 308 idrottare från 27 länder deltog i spelen.
 
För fjärde gången i följd segrade Hakim Toumi, Algeriet i slägga och det manliga nigerianska stafettlaget i 4 x 100 meter.

Framgångsrikaste nation var värdlandet Nigeria som dominerade sprinterdistanserna.

## Resultat

### Män
100 m 

1 Amadou Mbagnick Mbaye, Senegal, 10,60

2 Salaam Gariba, Ghana, 10,64

3 Patrick Nwankwo, Nigeria, 10,66

200 meter

1 Olapade Adeniken, Nigeria, 20,74

2 Davidson Ezinwa, Nigeria, 20,82

3 Nelson Boateng, Ghana, 20,84

400 meter

1 Gabriel Tiacoh, Elfenbenskusten, 45,25

2 Simeon Kipkemboi, Kenya, 46,29

3 Hachim Ndiaye, Senegal, 46,69

800 meter

1 Nixon Kiprotich, Kenya, 1.45,71

2 Joseph Chesire, Kenya, 1.45,96

3 Babacar Niang, Senegal, 1.46,09

1 500 meter

1 Joseph Chesire, Kenya, 3.39,43

2 Robert Kibet, Kenya, 3.40,05

3 Nixon Kiprotich, Kenya, 3.41,51

5 000 meter

1 John Ngugi, Kenya, 13.22,07

2 Addis Abebe, Etiopien, 13.35,09

3 Moses Tanui, Kenya, 13.36,79

10 000 meter

1 Addis Abebe, Etiopien, 27.51,07

2 Moses Tanui, Kenya, 28.22,90

3 Bedilu Kibret, Etiopien, 28.29,14

Maraton

1 Tsegaye Sengni, Etiopien, 2:26.26

2 Kebede Balcha, Etiopien, 2:26.35

3 Tekla Gebrselassie, Etiopien, 2:26.55

3 000 meter hinder

1 Azzedine Brahmi, Algeriet, 8.31,29

2 Micah Boinett, Kenya, 8.31,79

3 Boniface Merande, Kenya, 8.35,35

110 meter häck

1 Ikechukwu Mbadugha, , Nigeria, 14,16

2 Noureddine Tadjine, Algeriet, 14,18

3 Akwasi Abrefa, Ghana, 14,56

400 meter häck

1 Henry Amike, Nigeria, 49,58

2 Hamidou Mbaye, Senegal, 50,76

3 Saïd Aberkan, Marocko, 50,84

Höjdhopp

1 Othmane Belfaa,  Algeriet, 2,20

2 Abdenour Krim, Algeriet, 2,15

3 Boubacar Guèye, Senegal, 2,10

Stavhopp

1 Sami Si Mohamed, Algeriet, 4,90

2 Issam Ben Mohamed, Tunisien, 4,80

3 Samir Agsous, Algeriet, 4,60

Längdhopp

1 Yusuf Alli, Nigeria, 8,27

2 Ayodele Aladefa, Nigeria, 7,89

3 Badara Mbengue, Senegal, 7,88

Tresteg

1 Eugene Koranteng, Ghana, 16,83

2 Toussaint Rabenala, Madagaskar, 16,80

3 Paul Nioze, Seychellerna, 16,74

Kulstötning

1 Robert Welikhe, Kenya, 17,28

2 Chima Ugwu, Nigeria, 16,76

3 Vincent Oghene, Nigeria, 16,62

Diskuskastning

1 Hassan Ahmed Hamad, Egypten, 53,44

2 Vincent Oghene, Nigeria, 52,98

3 Ikechukwu Chika, Nigeria, 50,70

Släggkastning

1 Hakim Toumi, Algeriet, 69,98

2 Hassan Chahine, Marocko, 66,86

3 Djamel Zouiche, Algeriet, 63,52

Spjutkastning

1 Pius Bazighe, Nigeria, 68,96

2 Mongi Alimi, Tunisien, 68,42

3 William Sang, Kenya, 68,06

Tiokamp

1 Mourad Mahour Bacha, Algeriet, 7 080

2 Hatem Bachar, Tunisien, 6 757

3 Stanley Flowers, Zimbabwe, 6 519(NR)

20 km gång, landsväg

1 Mohamed Bouhalla, Algeriet, 1:30.43

2 Abdelwahab Ferguène, Algeriet, 1:36.49

3 Bekele Lema, Etiopien, 1:45.25

Stafett 4 x 100 meter 

1 Nigeria, 39,94

2 Kenya, 40,78

3 Elfenbenskusten, 40,91

Stafett 4 x 400 meter

1 Kenya, 3.04,44

2 Nigeria, 3.05,54

3 Senegal, 3.08,18

### Kvinnor
100 meter

1 Mary Onyali, Nigeria, 11,22

2 Tina Iheagwam, Nigeria, 11,28

3 Rufina Uba, Nigeria, 11,47

200 meter

1 Mary Onyali, Nigeria, 23,00

2 Falilat Ogunkoya, Nigeria, 23,74

3 Lalao Ravaonirina, Madagaskar, 23,94

400 meter

1 Falilat Ogunkoya, Nigeria, 51,22

2 Fatima Yusuf, Nigeria, 52,30

3 Airat Bakare, Nigeria, 52,38

800 meter

1 Hassiba Boulmerka, Algeriet, 2.06,80

2 Zewde Haile Mariam, Etiopien, 2.08,20

3 Emebet Shiferaw, Etiopien 2.09,30

1 500 meter

1 Hassiba Boulmerka, Algeria, 4.13,85

2 Hellen Kimaiyo,  Kenya, 4.16,42

3 Emebet Shiferaw, Etiopien, 4.20,81

3 000 meter

1 Hellen Kimaiyo, Kenya, 9.14,97

2 Jane Ngotho, Kenya, 9.15,43

3 Luchia Yishak, Etiopien, 9.24,31

10 000 meter

1 Jane Ngotho, Kenya, 33.05.60

2 Tigist Moreda, Etiopien, 34.05,58

3 Marcianne Mukamurenzi, Rwanda, 34.09,48

100 meter häck

1 Dinah Yankey, Ghana, 13,68

2 Hope Obika, Nigeria, 13,80

3 Mosun Adesina, Nigeria, 13,86

400 meter häck

1 Maria Usifo, Nigeria, 55,45

2 Marie Womplou, Elfenbenskusten, 57,57

3 Zewde Haile Mariam, Etiopien, 59,51

Höjdhopp

1 Lucienne N'Da, Elfenbenskusten, 1,81

2 Nkechi Madubuko, Nigeria, 1,78

3 Yasmina Azzizi, Algeriet, 1,78

Längdhopp

1 Chioma Ajunwa, Nigeria, 6,53

2 Beatrice Utondu, Nigeria, 6,20

3 Christy Opara, Nigeria, 6,18

Kulstötning

1 Hanan Ahmed Khaled, Egypten, 14,28

2 Mariam Nnodu, Nigeria, 14,02

3 Ann Otutu, Nigeria, 13,88

Diskuskastning

1 Zoubida Laayouni, Marocko, 51,14

2 Hanan Ahmed Khaled, Egypten, 50,32

3 Nabila Mouelhi, Tunisien, 46,80

Spjutkastning

1 Chinweoke Chikwelu, Nigeria, 52,18

2 Milka Johnson, Kenya, 50, 
32
3 Yasmina Azzizi, Algeriet, 48,16

Sjukamp

1 Yasmina Azzizi, Algeriet, 5 957

2 Nacèra Zaaboub (Achir), Algeriet, 5 573

3Chinweoke Chikwelu, Nigeria, 5 503

5 000 meter gång, bana

1 Agnetha Chelimo, Kenya, 26.36,18

2 Mercy Nyambura, Kenya, 27.08,58

Stafett 4 x 100 meter

1 Nigeria, 44,6

2 Ghana, 45,4

3 Elfenbenskusten, 46,0

Stafett 4 x 400 meter

1 Nigeria, 3.33,12

2 Kenya, 3.39,60

3 Elfenbenskusten, 3.41,87

## Medaljfördelning
| Plac | Nation          |    |    |   | Totalt |
| ---- | --------------- | -- | -- | - | ------ |
| 1    | Nigeria         | 14 | 12 | 9 | 35     |
| 2    | Algeriet        | 9  | 4  | 4 | 17     |
| 3    | Kenya           | 8  | 11 | 4 | 23     |
| 4    | Etiopien        | 2  | 4  | 7 | 13     |
| 5    | Ghana           | 2  | 2  | 2 | 6      |
| 6    | Elfenbenskusten | 2  | 1  | 3 | 6      |
| 7    | Egypten         | 2  | 1  | 0 | 3      |
| 8    | Senegal         | 1  | 1  | 5 | 7      |
| 9    | Marocko         | 1  | 1  | 1 | 3      |
| 10   | Tunisien        | 0  | 3  | 1 | 4      |
| 11   | Madagaskar      | 0  | 1  | 1 | 2      |
| 12   | Rwanda          | 0  | 0  | 1 | 1      |
|      | Seychellerna    | 0  | 0  | 1 | 1      |
|      | Zimbabwe        | 0  | 0  | 1 | 1      |